# لوی العانی
لوی العانی (عربی: لؤي ماجد العاني؛ زادهٔ ۱۲ ژوئیهٔ ۱۹۹۷) بازیکن فوتبال اهل عراق است.
وی همچنین در تیم‌های ملی فوتبال زیر ۲۳ سال عراق و عراق بازی کرده‌است.